# Simone Magill
Simone Magill, née le 1er novembre 1994 à Magherafelt au Royaume-Uni, est une footballeuse internationale nord-irlandaise. Elle évolue actuellement à Birmingham City au poste d'attaquante.

## Biographie

### En club
Née à Magherafelt, Magill commence à jouer au football pour Cookstown Youth, avant de passer à Mid Ulster, où elle sera promue équipe première. Au cours des saisons 2010-2011 et 2011-2012, Magill remportera le titre de joueuse de l'année de la Women's Premiership. Elle termine également la saison 2012 en tant que meilleure buteuse avec 18 buts.
À 18 ans, la nord-irlandaise rejoint Everton en FA Women's Super League après un essai concluant en 2013. Elle est ensuite élue joueuse de la saison par les supporters lors de la saison 2014-2015. Souffrant d'une blessure, Magill est mise à l'écart pour une grande partie de la saison 2016, mais revient pendant les séries de printemps 2017, marquant 5 buts en seulement 7 apparitions.
En juin 2017, Magill signe son premier contrat professionnel avec Everton. Elle devient la deuxième joueuse d'Everton et la première footballeuse nord-irlandaise à signer contrat professionnel. En mai 2019, elle remporte le prix de la joueuse de la saison d'Everton.
Le 6 juillet 2022, Megan Walsh quitte Everton pour signer à Aston Villa pour deux ans, devenant d'elle la première recrue du mercato estival du club anglais,.

### En équipe nationale
Magill représente l'Irlande du Nord en équipe de jeunes tout au long de sa carrière et fait ses débuts internationaux à l'âge de 15 ans. Elle est capitaine des sélections des moins de -17 ans et moins de -19 ans.
En juin 2016, Magill obtient le record mondial du but le plus rapidement inscrit au niveau international féminin lors d'un match des éliminatoires de l'Euro 2017 contre la Géorgie. Le but de 11 secondes bat le précédent record de 12 secondes marqué par l'attaquante américaine Alex Morgan.
Elle participe aux barrages de l'Euro 2022 contre l'Ukraine. Lors du match retour en Ukraine, elle inscrit le but de la victoire, scellant le score à 2-1. L'Irlande du Nord s'impose 4-1 sur l'ensemble des deux matchs, qualifiant l'équipe pour l'Euro 2022. C'est la première fois que l'Irlande du Nord se qualifie pour un tournoi international majeur.
Le 27 juin 2022, elle est sélectionnée par Kenny Shiels pour disputer l'Euro 2022.